# Lindau (Schiff, 1905)
Das Dampfschiff Lindau, von 1946 bis 1952 Hoyerberg, war ein deutsches Passagierschiff, das von 1905 bis 1959 auf dem Bodensee eingesetzt war.

## Geschichte

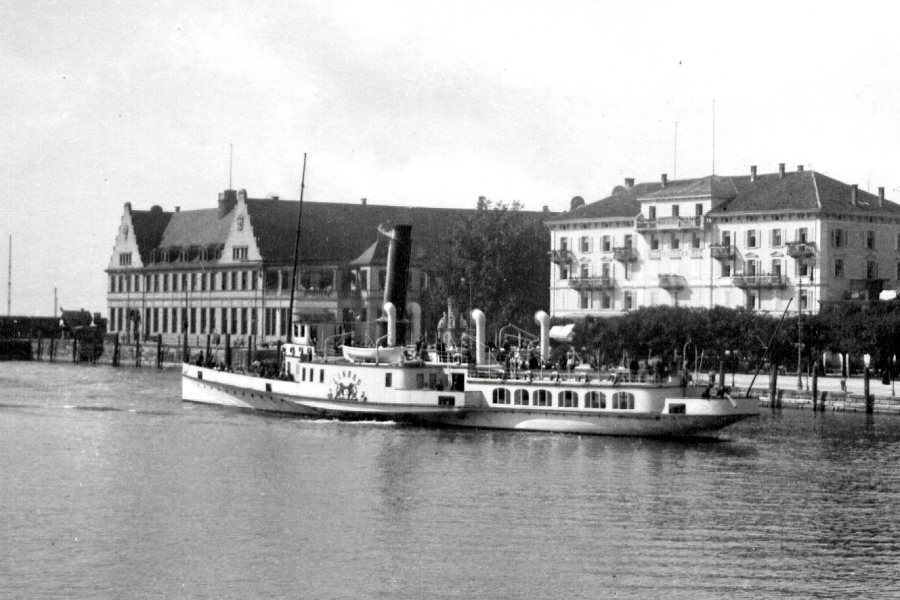
Die Lindau 1906 im Heimathafen Lindau

1903 gaben die Königlich Bayerischen Staatseisenbahnen bei der Münchner Maschinenfabrik J.A. Maffei das dritte Halbsalon-Dampfschiff mit Seitenradantrieb als Ersatz für den Glattdeckdampfer Maximilian in Auftrag. 1904 erfolgte die Endmontage in der Lindauer Werft und 1905 die Indienststellung. Es erhielt den Namen Lindau nach der  auf einer Bodenseeinsel gelegenen bayerischen Stadt Lindau und trat die Namensnachfolge des Dampfschiffs Stadt Lindau an, das im Jahr 1864 erst von der Stadt Zürich gerammt und 1887 von der Habsburg versenkt worden war. Lindau war bis 1946 der Heimathafen, von dem aus es auf allen Oberseekursen eingesetzt wurde.

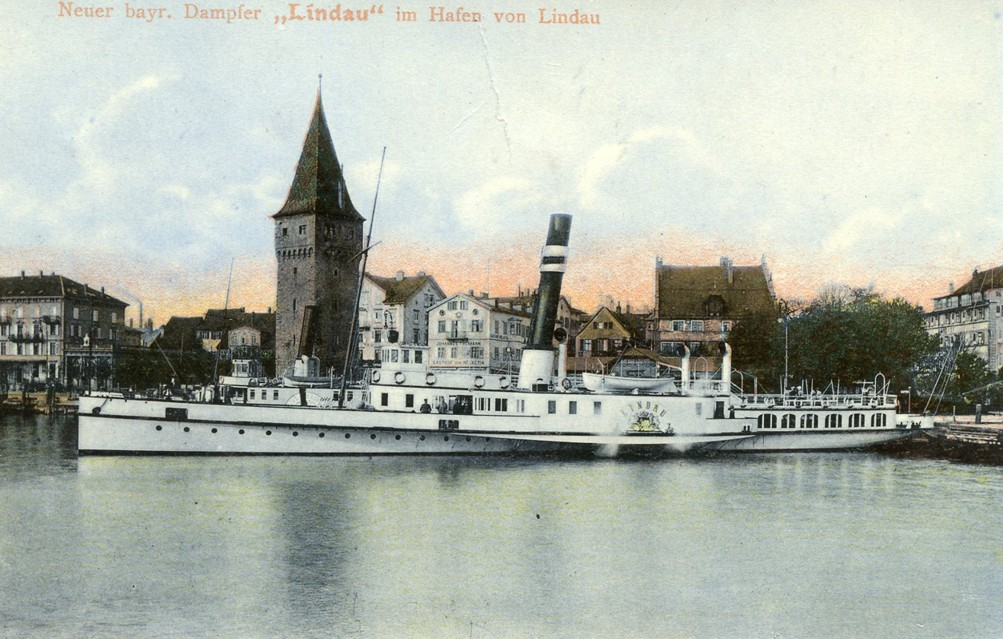
Die Lindau kurz nach Indienststellung im Heimathafen Lindau – im Hintergrund die Stadt Konstanz

Wie alle Schiffe der Staatseisenbahnen wurde die Lindau 1920 von der Deutschen Reichsbahn übernommen und wandelte sich in den folgenden Jahrzehnten, zumindest im Sommerbetrieb, zu einem Ausflugsdampfer der Weißen Flotte um. Nach der Übernahme durch die Reichsbahn 1920 wurde es als erstes von mehreren anderen Schiffen in den Jahren 1929/30 umgebaut. Es erhielt seitlich des Rumpfes Stabilitätswulste und einen Salon auf dem Vorschiff. Auf dem Oberdeck kam ein weiterer Salon dazu, auf den das verbreiterte Steuerhaus versetzt wurde.
Im Zweiten Weltkrieg erhielt die Lindau wie alle deutschen Schiffe einen grauen Tarnanstrich. Kurz vor dem Kriegsende wurde sie bei der riskanten Nacht-und-Nebel-Aktion am 25./26. April 1945 von der München zur Schutzinternierung nach Arbon in der Schweiz geschleppt, um dem NS-Befehl zur Versenkung aller Schiffe in Lindau und Bregenz zu entgehen.
In der folgenden französischen Besatzungszeit wurde die Lindau umgetauft auf den Namen Hoyerberg, einer Anhöhe am Bodenseeufer bei Lindau. Vom neuen Heimathafen Friedrichshafen aus wurden ab 1946 wieder Kursfahrten durchgeführt. 1952 erhielt sie von der neuen Eignerin, der Deutschen Bundesbahn ihren alten Namen zurück, nachdem die Deutschland von 1949 bis 1952 den Namen Lindau getragen hatte. Nach 54 Dienstjahren wurde die Lindau beim sogenannten „Dampfersterben“ 1959 ausgemustert und 1960 durch das Motorschiff Stuttgart ersetzt. Den Traditionsnamen Lindau erhielt 1964 das Motorschiff Grünten, bevor er 2006 dem ersten Neubau der Bodensee-Schiffsbetriebe unter der Regie der Stadtwerke Konstanz verliehen wurde.

## Technische Beschreibung
Nach ihrer Indienststellung war die Lindau einige Jahre lang das stärkste (850 PS) und schnellste (28 km/h) Bodenseeschiff. Zudem entsprach sie ganz dem Schönheitsideal der Belle Époque. Die schlanke äußere Erscheinung – bei einer Länge von 58,3 m maß sie in der Breite über den Hauptspant nur 6,6 m – wurde betont durch den damals noch unüblichen weißen Anstrich. Die Innenräume gestaltete der Schweizer Jugendstilarchitekt Hans Eduard von Berlepsch-Valendas teils funktional, teils verspielt.
Als erstes von fünf noch relativ modernen Dampfschiffen wurde die Lindau in den Wintern 1929/30 und 1930/31 entsprechend den neuen touristischen und wirtschaftlichen Vorgaben umgebaut. Aus einem Halbsalon-Dampfschiff wurde ein Zweideck-Salonschiff mit erhöhtem Steuerhaus. Um das Mehrgewicht der Aufbauten und Zuladung (zugelassene Fahrgäste jetzt 750 statt 600) auszugleichen, wurden bereits 1926/27 zu beiden Seiten des Vor- und Achterschiffes außen in Höhe der Wasserlinien Rumpfwülste zur Verbesserung der Stabilität angenietet, ohne die Höchstgeschwindigkeit zu beeinträchtigen. In der gleichen Weise wurden vier weitere Dampfschiffe umgebaut.